# Uromastyx occidentalis
Uromastyx occidentalis är en ödleart som beskrevs av  Mateo, Geniez LOPEZ-JURADO och BONS 1999. Uromastyx occidentalis ingår i släktet dabbagamer, och familjen agamer. Inga underarter finns listade i Catalogue of Life.